# Aenigmina latimargo
Aenigmina latimargo is een vlinder uit de familie wespvlinders (Sesiidae), onderfamilie Sesiinae.
Aenigmina latimargo is voor het eerst wetenschappelijk beschreven door Le Cerf in 1912. De soort komt voor in het Afrotropisch gebied.